# Kyle Bratrud
Kyle Bratrud (* 9. Februar 1993) ist ein ehemaliger US-amerikanischer Skilangläufer.

## Werdegang
Bratrud startete im Januar 2012 in Rumford erstmals bei der US Super Tour und kam dabei auf den 106. Platz im Sprint und auf den 68. Platz über 15 km Freistil. Bei den nordischen Junioren-Skiweltmeisterschaften 2013 in Liberec belegte er den 46. Platz über 10 km Freistil, den 34. Rang im Skiathlon und den 12. Platz mit der Staffel. Im Januar 2015 wurde er in Houghton US-amerikanischer Meister über 15 km Freistil und Dritter im 30-km-Massenstartrennen. Im folgenden Monat errang er bei den U23-Weltmeisterschaften 2015 in Almaty den 37. Platz im Skiathlon und den 19. Platz über 15 km Freistil und bei den Nordischen Skiweltmeisterschaften 2015 in Falun den 52. Platz über 15 km Freistil und den 11. Platz mit der Staffel. Im selben Monat lief er in Östersund sein erstes Rennen im Weltcup, welches er auf dem 84. Platz über 15 km Freistil beendete. Bei den U23-Weltmeisterschaften 2016 in Rasnov kam er auf den 43. Platz über 15 km Freistil und auf den 29. Rang über 15 km klassisch. Im Januar 2017 wurde er in Soldier Hollow erneut US-amerikanischer Meister über 15 km Freistil. Bei den Nordischen Skiweltmeisterschaften 2017 in Lahti belegte er den 49. Platz im Skiathlon, den 33. Rang über 15 km klassisch und auf den zehnten Platz mit der Staffel. Im Februar 2018 wurde er Dritter beim American Birkebeiner.
Nach Platz drei beim Merino Muster und Rang eins über 10 km Freistil beim Australia/New Zealand Cup in Snow Farm zu Beginn der Saison 2018/19, holte er vier Siege bei der US Super Tour. Zudem errang er zweimal den zweiten Platz und gewann damit die Gesamtwertung der US Super Tour. Im Februar 2019 holte er in Cogne mit dem 26. Platz über 15 km klassisch seine ersten und einzigen Weltcuppunkte. Beim Saisonhöhepunkt, den Nordischen Skiweltmeisterschaften in Seefeld in Tirol, belegte er den 49. Platz im Skiathlon, den 31. Rang über 15 km klassisch und den neunten Platz mit der Staffel. In der Saison 2019/20 wurde er US-amerikanischer Meister über 15 km Freistil und nahm in Davos letztmals im Weltcup, wobei er den 38. Platz über 15 km Freistil errang. Zudem kam er beim Ruka Triple auf den 62. Platz.

## Siege bei Continental-Cup-Rennen
| Nr. | Datum             | Ort            | Disziplin            | Serie                        |
| --- | ----------------- | -------------- | -------------------- | ---------------------------- |
| 1.  | 4. Januar 2015    | Houghton       | 15 km Freistil 1     | US Super Tour                |
| 2.  | 21. Januar 2017   | Soldier Hollow | 15 km Freistil 1     | US Super Tour und Nor-Am-Cup |
| 3.  | 4. September 2018 | Snow Farm      | 10 km Freistil       | Australia/New Zealand Cup    |
| 4.  | 9. Dezember 2018  | Vernon         | 15 km klassisch      | US Super Tour und Nor-Am-Cup |
| 5.  | 3. Januar 2019    | Craftsbury     | 15 km klassisch 1    | US Super Tour                |
| 6.  | 25. Januar 2019   | Lake Placid    | 10 km Freistil       | US Super Tour                |
| 7.  | 27. Januar 2019   | Lake Placid    | 15 km klassisch Mst. | US Super Tour                |
| 8.  | 3. Januar 2020    | Houghton       | 15 km Freistil 1     | US Super Tour                |